# New Denmark (Wisconsin)
New Denmark es un pueblo ubicado en el condado de Brown en el estado estadounidense de Wisconsin. En el censo de 2010 tenía una población de 1.541 habitantes y una densidad poblacional de 17,3 personas por km².

## Geografía
New Denmark se encuentra ubicado en las coordenadas 44°22′28″N 87°49′32″O / 44.37444, -87.82556. Según la Oficina del Censo de los Estados Unidos, New Denmark tiene una superficie total de 89.09 km², de la cual 88.45 km² corresponden a tierra firme y (0.72%) 0.64 km² es agua.

## Demografía
Según el censo de 2010, había 1.541 personas residiendo en New Denmark. La densidad de población era de 17,3 hab./km². De los 1.541 habitantes, New Denmark estaba compuesto por el 98.51% blancos, el 0% eran afroamericanos, el 0.06% eran amerindios, el 0.39% eran asiáticos, el 0.13% eran isleños del Pacífico, el 0.32% eran de otras razas y el 0.58% pertenecían a dos o más razas. Del total de la población el 0.65% eran hispanos o latinos de cualquier raza.